# Гурецко-Старе
Гурецко-Старе (пол. Górecko Stare) — деревня в Билгорайском повете Люблинского воеводства Польши. Входит в состав гмины Юзефув. По данным переписи 2011 года, в деревне проживало 322 человека.

## География
Деревня расположена на юго-востоке Польши, на границе Расточья и Сандомирской низменности, в окружении лесов регионального ландшафтного парка «Сольская Пуща», на расстоянии приблизительно 19 километров к востоку от города Билгорай, административного центра повета. Абсолютная высота — 251 метр над уровнем моря. К югу от населённого пункта проходит региональная автодорога 853, к востоку — региональная автодорога 849.

## История
Гурецко-Старе была основана в 1582 году Анджеем Гуркой. В 1593 году деревня была куплена Яном Замойским и включена в состав Замойской ординации. Согласно «Военно-статистическому обозрению Российской Империи», в 1847 году в селе Горецко проживало 520 человек. В административном отношении село входило в состав Замостского уезда Люблинской губернии Царства Польского. По состоянию на 1921 год численность населения составляла 920 человек.
В период с 1975 по 1998 годы деревня входила в состав Замойского воеводства.

## Население
Демографическая структура по состоянию на 31 марта 2011 года:
|         | Всего | До трудоспособного возраста | Трудоспособного возраста | Старше трудоспособного возраста |
| ------- | ----- | --------------------------- | ------------------------ | ------------------------------- |
| Мужчины | 166   | 32                          | 107                      | 27                              |
| Женщины | 156   | 30                          | 77                       | 49                              |
| Всего   | 322   | 62                          | 184                      | 76                              |